# I Spy
I Spy (estilizado como I-SPY; prt: O Espião Sou Eu; bra: Sou Espião) é um filme de espionagem de comédia de ação dos Estados Unidos, dirigido por Betty Thomas e estrelado por Eddie Murphy e Owen Wilson. O filme é baseado em uma série de televisão de mesmo nome estrelada por Robert Culp e Bill Cosby na década de 1960 com o título brasileiro Os Destemidos. Houve uma inversão nos papéis dos protagonistas no filme. Na série de TV o personagem Alex Scott era negro e Kelly Robinson era branco, sendo que no filme ocorre o inverso; no filme, os nomes dos personagens também são invertidos, então Alexander Scott é agora o agente secreto branco e Kelly Robinson, o atleta negro, agora um boxeador, também mudou a premissa original de ambos serem agentes disfarçados de profissionais de tênis, com Robinson sendo um boxeador civil que é essencialmente contratado pela agência de espionagem para agir como disfarce de Scott enquanto ele realiza sua missão. O filme foi lançado nos Estados Unidos em 1 de novembro de 2002.
Este é o segundo filme em que Betty Thomas e Eddie Murphy trabalham juntos, o anterior foi Dr. Dolittle.
De um orçamento de US$ 70 milhões, o filme arrecadou US$ 33 milhões no mercado estadunidense e de US$ 50 a US$ 60 milhões em todo o mundo. Foi o terceiro fracasso de bilheteria consecutiva para Murphy em 2002 após Showtime e The Adventures of Pluto Nash.
O filme foi indicado a três prêmios Framboesa de Ouro: Pior Remake, Pior Ator para Eddie Murphy e Pior Dupla em Cena para Murphy e Owen Wilson.

## Sinopse
Quando o protótipo do mais sofisticado teconológicamente avião de ataque, o Switchblade, é roubado por terroristas do governo dos Estados Unidos, não há dúvida que Arnold Gundars (Malcolm McDowell), um conhecido traficante internacional de armas, está envolvido.
O que se segue é que Gundars está em Budapeste, Hungria, onde Kelly Robinson (Eddie Murphy), o lutador campeão mundial de peso médio, vai colocar o seu título em jogo. Assim o presidente pede a Kelly que ajude a salvar o seu país, com Alex Scott (Owen Wilson), um agente especial da BNS, que se faz passar por secretário pessoal de Kelly. Como Arnold é um fã incondicional de boxe, será muito fácil para Kelly estar na grande festa que vai ser organizada na véspera da luta, onde Alex acredita que o avião vai ser vendido.
Mas além das dificuldades de numa missão desta natureza, Alex tem de controlar Kelly, que quer fazer tudo à sua maneira, sem respeitar nenhuma regra, que mais tarde pode pôr em risco a missão.

## Elenco
- Eddie Murphy como Kelly Robinson
- Owen Wilson como Agente Especial Alex Scott
- Famke Janssen como Agente Especial Rachel Wright
- Malcolm McDowell como Arnold Gundars
- Gary Cole como Carlos
- Bill Mondy como McIntyre
- Phill Lewis como Jerry
- Mike Dopud como Jim
- Lynda Boyd como Edna
- Dana Lee como Zhu Tam
- Viv Leacock como T.J.
- Crystal Lowe como menina bonita
- Darren Shahlavi como Cedric Mills
- Gábor Demszky como ele mesmo
- Tate Taylor como Tenente Percy
- Sugar Ray Leonard como Comentador de Las Vegas
- Keith Dallas

## Recepção
O Metacritic, que usa uma média ponderada, atribuiu ao filme uma pontuação de 35 em 100, baseado em 31 críticos, indicando críticas "geralmente desfavoráveis".